# Партия на бирманската социалистическа програма
Партия на бирманската социалистическа програма (на бирмански: မြန်မာ့ဆိုရှယ်လစ်လမ်းစဉ်ပါတီ, Myanma Hsoshalit Lanzin Pati) е бивша политическа партия в Мианмар.

## История на партията
Основана е от генерал Не Вин през 1962 г., за да оправдае управлението на военната диктатура. Повлияна и водена е от принципите както на марксизма, така и на будизма. Партията оглавяват военни съветници, начело с Не Вин.
През 1974 г. е приета конституцията на новата Бирманска федеративна социалистическа република, чрез която Не Вин встъпва в длъжността президент. На ПБСП е гарантирано мнозинството в парламента, базираното на самодържавно управление заемане на най-висшите етажи на властта е постановено като ролята на тази партия. След като през 1976 в центъра на партията освовни позиции заемат лицата от военния щаб и настъпват масови чистки и заточения, тоци начин на управление е разкритикуван от правителствата на множество страни по света. Последствията от национализацията пораждат спад в земеделската продукция, според установилата се доктрина на един вид автаркия, напомняща на японската държавня политика 鎖国 (сакоку) преди 1851 г., износът също е снижен, както и жизненият стандарт на населението в значителна степен. През 1981 г. Не Вин напуска президетския пост, но продължава да влуствува като ръководител на партията.
През 1988 г. следват една след друга демонстрации на враждебност към партията и за демократизация (революцията на 8888те), а през юли същата година Не Вин отстъпва и от ръководството на партията и ръководителят на държавната служба за сигурност Сеинто Руин става президент. Въпреки че се стабилизира политическата обстановка, през август той се скарва с министъра на юстицията и ситуацията не се подобрява. През септември същата година Соо Маун чрез държавен преврат от генералния щаб на армията поставя реалната власт в Държавния съвет за възстановяване на реда (днес се нарича Държавен съвет за мир и развитие) а посредством разпускането на националното събрание Партията на бирманската социалистическа програма е прокудена от парламента. След това, с цел провеждане на общи избори, членовете на ПБСП и военният режим основават отново Народната единна партия, чрез което е сложен край на Партията на Бирманската Социалистическа Програма.
|  | Тази страница частично или изцяло представлява превод на страницата ビルマ社会主義計画党 в Уикипедия на японски. Оригиналният текст, както и този превод, са защитени от Лиценза „Криейтив Комънс – Признание – Споделяне на споделеното“, а за съдържание, създадено преди юни 2009 година – от Лиценза за свободна документация на ГНУ. Прегледайте историята на редакциите на оригиналната страница, както и на преводната страница, за да видите списъка на съавторите. ВАЖНО: Този шаблон се отнася единствено до авторските права върху съдържанието на статията. Добавянето му не отменя изискването да се посочват конкретни източници на твърденията, които да бъдат благонадеждни. |